# WTA German Open 1981
Il WTA German Open 1981 è stato un torneo di tennis giocato sulla terra rossa.
È stata la 69ª edizione del German Open, che fa del WTA Tour 1981.
Si è giocato al Rot-Weiss Tennis Club di Berlino in Germania dal 18 al 24 maggio 1981.

## Campionesse

### Singolare
Regina Maršíková ha battuto in finale  Ivanna Madruga con il punteggio di 6–2, 6–1.

### Doppio
Rosalyn Fairbank /  Tanya Harford hanno battuto in finale  Sue Barker /  Renáta Tomanová con il punteggio di 6–3, 6–4.